# AT-1K Raybolt
AT-1K Raybolt (кор. 현궁, ханча: 晛弓, латиніз. «Hyeon-gung» ) — південно-корейський переносний протитанковий ракетний комплекс третього покоління, створений компанією LIG Nex1. Це перший ПТРК, розроблений і виготовлений Південною Кореєю. Вперше він був публічно показаний на виставці Indodefence 2014.  Масове виробництво почалося у червні 2017 року.

## Розробка
Raybolt виготовляється LIG Nex1 у співпраці з Агентством з оборонного розвитку Південної Кореї під егідою Управління програми оборонних закупівель.  Близько 95 % Raybolt виробляється в Південній Кореї. 
Raybolt був розроблений для заміни застарілої протитанкової зброї, такої як безвідкатні гармати та ракети TOW. Південнокорейські TOW 1970-х років не мали тандемних боєголовок і не змогли б знищити сучасні північнокорейські танки, оснащені динамічною бронею. 
Розробка почалася в 2007 році і прискорилася в 2010 році, оскільки добігав кінця 25-річний термін служби наявних протитанкових керованих ракет Південної Кореї. 
30 травня 2017 Raybolt успішно пройшов сертифікаційний тест якості, організований Управлінням програми оборонних закупівель. 

## Опис
Raybolt діє за принципом «вистрілив — забув» завдяки інфрачервоному самонаведенню. Ракета має тандемну боєголовку. Вогонь може вестися в режимі прямого наведення та атаки згори. Ракета використовує «м'який пуск», тобто активує основний двигун після виходу зі ствола, що дозволяє стріляти із закритих приміщень. 
Ракету і пускову установку можна переносити силами двох людей, також можливе встановлення на транспортному засобі; ведуться дискусії про встановлення Raybolt на вертольотах.   . Південнокорейська армія використовує подвійну пускову турель Raybolt на протитанковій версії легкого тактичного бронеавтомобіля K151 Raycolt (дві ракети заряджені та готові до стрільби, ще чотири перевозяться в машині). 

## Оператори
- Південна Корея. Raybolt був поставлений збройним силам Республіки в 2017 році. [9] Його використовують армія та Корпус морської піхоти. [8]
- Саудівська Аравія [1]
- Азербайджан [2]
- ОАЕ [15]

### Бойове застосування
У 2018 році Raybolt використовувався під час громадянської війни в Ємені підтримуваними Саудівською Аравією силами проти хуситів.  